# Nuoto alla XIX Universiade
Il nuoto alle Universiadi 1997 si è svolto dal 24 al 30 agosto a Messina e ha visto lo svolgimento di 34 gare, 17 maschili e 17 femminili.

## Medagliere
| Posizione | Paese         |   |   |    | Totale |
| --------- | ------------- | - | - | -- | ------ |
| 1         | Giappone      | 9 | 4 | 4  | 17     |
| 2         | Stati Uniti   | 8 | 9 | 10 | 27     |
| 3         | Ucraina       | 4 | 1 | 0  | 5      |
| 4         | Slovacchia    | 4 | 0 | 0  | 4      |
| 5         | Brasile       | 2 | 2 | 0  | 4      |
| 6         | Cuba          | 2 | 1 | 0  | 3      |
| 7         | Italia        | 1 | 5 | 3  | 9      |
| 8         | Australia     | 1 | 3 | 2  | 6      |
| 9         | Russia        | 1 | 1 | 1  | 3      |
| 10        | Ungheria      | 1 | 1 | 0  | 2      |
| 11        | Polonia       | 1 | 0 | 2  | 3      |
| 12        | Romania       | 0 | 2 | 1  | 3      |
| 13        | Rep. Ceca     | 0 | 1 | 3  | 4      |
| 14        | Sudafrica     | 0 | 1 | 2  | 3      |
| 15        | Francia       | 0 | 1 | 1  | 2      |
| 16        | Canada        | 0 | 1 | 1  | 2      |
| 17        | Israele       | 0 | 1 | 0  | 1      |
| 18        | Germania      | 0 | 0 | 3  | 3      |
| 19        | Corea del Sud | 0 | 0 | 1  | 1      |

## Podi

### Uomini
| Evento               | Oro                                                                 | Perform. | Argento                                                             | Perform. | Bronzo                                                                         | Perform. |
| Stile libero         |                                                                     |          |                                                                     |          |                                                                                |          |
| 50 m                 | Nathan Rickard                                                      | 22.50    | Lorenzo Vismara                                                     | 23.04    | Brendon Dedekind                                                               | 23.07    |
| 100 m                | Marcos Hernández                                                    | 50.50    | Lorenzo Vismara                                                     | 50.70    | Christian Tröger                                                               | 50.78    |
| 200 m                | Béla Szabados                                                       | 1:50.70  | Scott Goldblatt                                                     | 1:51.96  | Michael Kiedel                                                                 | 1:52.13  |
| 400 m                | Luiz Lima                                                           | 3:53.91  | Béla Szabados                                                       | 3:54.30  | Hisato Yasui                                                                   | 3:55.50  |
| 800 m                | Igor Snitko                                                         | 8:05.13  | Luiz Lima                                                           | 8:06.26  | Marco Formentini                                                               | 8:06.37  |
| 1500 m               | Luiz Lima                                                           | 15:20.83 | Marco Formentini                                                    | 15:21.00 | Nathaniel Lewis                                                                | 15:21.15 |
| Dorso                |                                                                     |          |                                                                     |          |                                                                                |          |
| 100 m                | Neisser Bent                                                        | 55.82    | Robert Brewer                                                       | 56.22    | Mariusz Siembida                                                               | 56.50    |
| 200 m                | Emanuele Merisi                                                     | 2:00.29  | Neisser Bent                                                        | 2:00.37  | Ji Sang-Jun                                                                    | 2:02.52  |
| Rana                 |                                                                     |          |                                                                     |          |                                                                                |          |
| 100 m                | Stanislav Lopukhov                                                  | 1:02.74  | Alexandre Tkachev                                                   | 1:02.77  | Chikara Nakashita                                                              | 1:03.05  |
| 200 m                | Chikara Nakashita                                                   | 2:16.35  | Scott Werner                                                        | 2:17.41  | William Shefchik                                                               | 2:17.50  |
| Farfalla             |                                                                     |          |                                                                     |          |                                                                                |          |
| 100 m                | Denys Sylant'yev                                                    | 53.73    | Shamek Pietucha                                                     | 54.33    | Stephen Martyak                                                                | 54.50    |
| 200 m                | Denys Sylant'yev                                                    | 1:59.67  | Jeffrey Julian                                                      | 2:00.49  | Shamek Pietucha                                                                | 2:00.66  |
| Misti                |                                                                     |          |                                                                     |          |                                                                                |          |
| 200 m                | Tatsuya Kinugasa                                                    | 2:04.32  | Kristopher Babylon                                                  | 2:04.88  | Toshiaki Kurasawa                                                              | 2:05.19  |
| 400 m                | Tatsuya Kinugasa                                                    | 4:24.18  | Michael Halika                                                      | 4:24.96  | Stefano Battistelli                                                            | 4:25.66  |
| Staffette            |                                                                     |          |                                                                     |          |                                                                                |          |
| 4x100 m stile libero | Stati Uniti Brock Newman Brian Esway Jason Lezak Daniel Jones       | 3:21.17  | Australia Brett Hawke Jeffrey English Todd Pearson Nathan Rickard   | 3:23.75  | Francia Lionel Poirot Sébastien Lequeux Ludovic Depickere Romain Barnier       | 3:23.88  |
| 4x200 m stile libero | Stati Uniti Chris Eckerman Scott Goldblatt James Rauch Jay Schryver | 7:26.78  | Francia Romain Barnier Yann DeFabrique Benoît Monpion Lionel Poirot | 7:28.59  | Germania Michael Kiedel Jan Sibbersen Uwe Volk Christian Tröger                | 7:31.37  |
| 4x100 m misti        | Stati Uniti Robert Brewer Kevin Kling Stephen Martyak Daniel Jones  | 3:41.95  | Italia Emanuele Merisi Gianluca Marconi Dino Urgias Lorenzo Vismara | 3:44.26  | Russia Vladislav Aminov Stanislav Lopukhov Konstantin Ushkov Dmitri Chernyshev | 3:44.98  |

### Donne
| Evento               | Oro                                                                    | Perform. | Argento                                                            | Perform. | Bronzo                                                                | Perform. |
| Stile libero         |                                                                        |          |                                                                    |          |                                                                       |          |
| 50 m                 | Katherine Taylor                                                       | 26.12    | Luminita Dobrescu                                                  | 26.32    | Liesl Pimentel                                                        | 26.37    |
| 100 m                | Martina Moravcová                                                      | 55.47    | Luminita Dobrescu                                                  | 56.16    | Liesl Kolbisen                                                        | 56.91    |
| 200 m                | Martina Moravcová                                                      | 1:56.96  | Kim Black                                                          | 2:01.48  | Luminita Dobrescu                                                     | 2:02.76  |
| 400 m                | Eri Yamanoi                                                            | 4:16.30  | Sachiko Miyaji                                                     | 4:16.40  | Julie Varozza                                                         | 4:16.49  |
| 800 m                | Suzanne Black                                                          | 8:45.82  | Joy Stover                                                         | 8:47.73  | Eri Yamanoi                                                           | 8:48.65  |
| 1500 m               | Suzanne Black                                                          | 16:40.30 | Joy Stover                                                         | 16:45.47 | Olga Šplíchalová                                                      | 16:52.83 |
| Dorso                |                                                                        |          |                                                                    |          |                                                                       |          |
| 100 m                | Noriko Inada                                                           | 1:02.84  | Fabíola Molina                                                     | 1:03.76  | Paige Francis                                                         | 1:03.89  |
| 200 m                | Miki Nakao                                                             | 2:15.02  | Noriko Inada                                                       | 2:15.88  | Erin Brooks                                                           | 2:16.72  |
| Rana                 |                                                                        |          |                                                                    |          |                                                                       |          |
| 100 m                | Svitlana Bondarenko                                                    | 1:10.02  | Penny Heyns                                                        | 1:10.15  | Dagmara Ajnenkiel                                                     | 1:10.70  |
| 200 m                | Masami Tanaka                                                          | 2:30.24  | Svitlana Bondarenko                                                | 2:30.99  | Lenka Maňhalová                                                       | 2:31.38  |
| Farfalla             |                                                                        |          |                                                                    |          |                                                                       |          |
| 100 m                | Martina Moravcová                                                      | 1:00.40  | Junko Ōnishi                                                       | 1: 01.00 | Mary Bowen                                                            | 1:01.33  |
| 200 m                | Anna Uryniuk                                                           | 2:12.39  | Mika Haruna                                                        | 2:13.58  | Jean Todisco                                                          | 2:14.08  |
| Misti                |                                                                        |          |                                                                    |          |                                                                       |          |
| 200 m                | Martina Moravcová                                                      | 2:15.55  | Elli Overton                                                       | 2:17.50  | Lenka Maňhalová                                                       | 2:17.59  |
| 400 m                | Fumie Kurotori                                                         | 4:46.20  | Hana Černá                                                         | 4:48.20  | Elli Overton                                                          | 4:52.40  |
| Staffette            |                                                                        |          |                                                                    |          |                                                                       |          |
| 4x100 m stile libero | Stati Uniti Jen Eberwein Katie Taylor Keiko price Liesl Kolbisen       | 3:47.80  | Italia Cecilia Vianini Cristina Chiuso Luisa Striani Viviana Susin | 3:51.37  | Australia Elli Overton Melanie Dodd Anna Windsor Sarah Windsor        | 3:52.43  |
| 4x200 m stile libero | Stati Uniti Lauren Thies Kimberly Black Caroline Killian Katie Zimbone | 8:12.16  | Australia Melanie Dodd Anna Windsor Sarah Windsor Elli Overton     | 8:26.97  | Italia Cecilia Vianini Caterina Borgato Cristina Chiuso Luisa Striani | 8:27.11  |
| 4x100 m misti        | Giappone                                                               | 4:11.42  | Stati Uniti Rachel Joseph Lindsey Etter Mimi Bowen Liesl Kolbisen  | 4:11.97  | Sudafrica                                                             | 4:15.54  |